# Bělušická plošina
Bělušická plošina je geomorfologický podokrsek České tabule v okrese Kolín nacházející se v prostoru mezi Kolínem a Chlumcem nad Cidlinou.

## Geomorfologie
Bělušická plošina je nejzápadněji položenou jednotkou geomorfologického celku Východolabská tabule, podcelku Chlumecká tabule a okrsku Krakovanská tabule. Jedná se o plochý hřbet orientovaný z jihozápadu na severovýchod s výběžky na severozápad a jihovýchod. Na jihu se hřbet zvedá u vesnic Tři Dvory a Sendražice v podobě Konárovického vrchu ze Starokolínské roviny a táhne se přibližně severovýchodním směrem. Končí mírným svahem klesajícím k obci Žiželice do Býchorské pahorkatiny. Ta lemuje i celý západní okraj plošiny. Na východě klesají svahy Bělušické plošiny do Žiželické tabule. Na výběžek směřující k Labi mezi Týncem nad Labem a Lžovicemi přímo navazují Železné hory, resp. Týnecká část Chvaletické pahorkatiny, jenž se jako jediná část Železných hor nachází severně od Labe.

## Vrcholy
Nejvyšším vrcholem Bělušické plošiny je Homole (279 m) nacházející se v její centrální části. Významnější vrcholy se nacházejí spíše v severní části plošiny v okolí obce Polní Chrčice. Jižně od ní Kostelík (261 m), v severovýchodním zakončení plošiny pak Dománovický vrch (269 m) a Stráň (265 m) tvořící společně s Kozí hůrou (272 m) jakýsi severozápadní výběžek vyčnívající do Býchorské pahorkatiny.

## Vodstvo
Bělušická plošina je roztažena mezi Labem na jihu a jeho pravým přítokem Cidlinou na severu. Potoky pramenící na svazích plošiny (např. Bačovka) náleži do povodí těchto dvou řek. Kromě několika malých rybníčků se zde žádné významnější vodní plochy nenacházejí.

## Komunikace
Severozápadním výběžkem mezi vrcholy Stráň a Kozí hůra prochází krátkým tunelem dálnice D11 Praha - Hradec Králové. Jihovýchodním výběžkem pak silnice II/322 Kolín - Pardubice. Jinak plošinu protíná několik silnic třetí třídy. Jakousi hřebenovou trasu tvoří Bělušické plošině modře značená turistická trasa 1044 spojující Kolín a Městec Králové, další dvě turistické trasy protínají plošinu v jižní části (zelená 3096 a žlutá 6108).

## Zástavba
Zástavba několika vesnic se nachází ve svazích po obvodu plošiny. Přímo na vrcholové plošině leží pouze osada Jelen spadající pod obec Konárovice.

## Vegetace
Vrcholová partie plošiny je téměř souvisle zalesněna převážně listnatých stromů. Původní dubohabrový les je chráněn v rámci přírodní rezervace Dománovický les nacházející se v blízkosti severovýchodního zakončení. Na vrcholové plošině vrchu Stráň se rozkládá veřejnosti nepřístupná obora Chrčická stráň sloužící k chovu Daňka evropského. Svahy po obvodu plošiny zaujímají pole.